# Medetera cederholmi
Medetera cederholmi är en tvåvingeart som beskrevs av Grichanov 1997. Medetera cederholmi ingår i släktet Medetera och familjen styltflugor. Inga underarter finns listade i Catalogue of Life.